# ディスマス

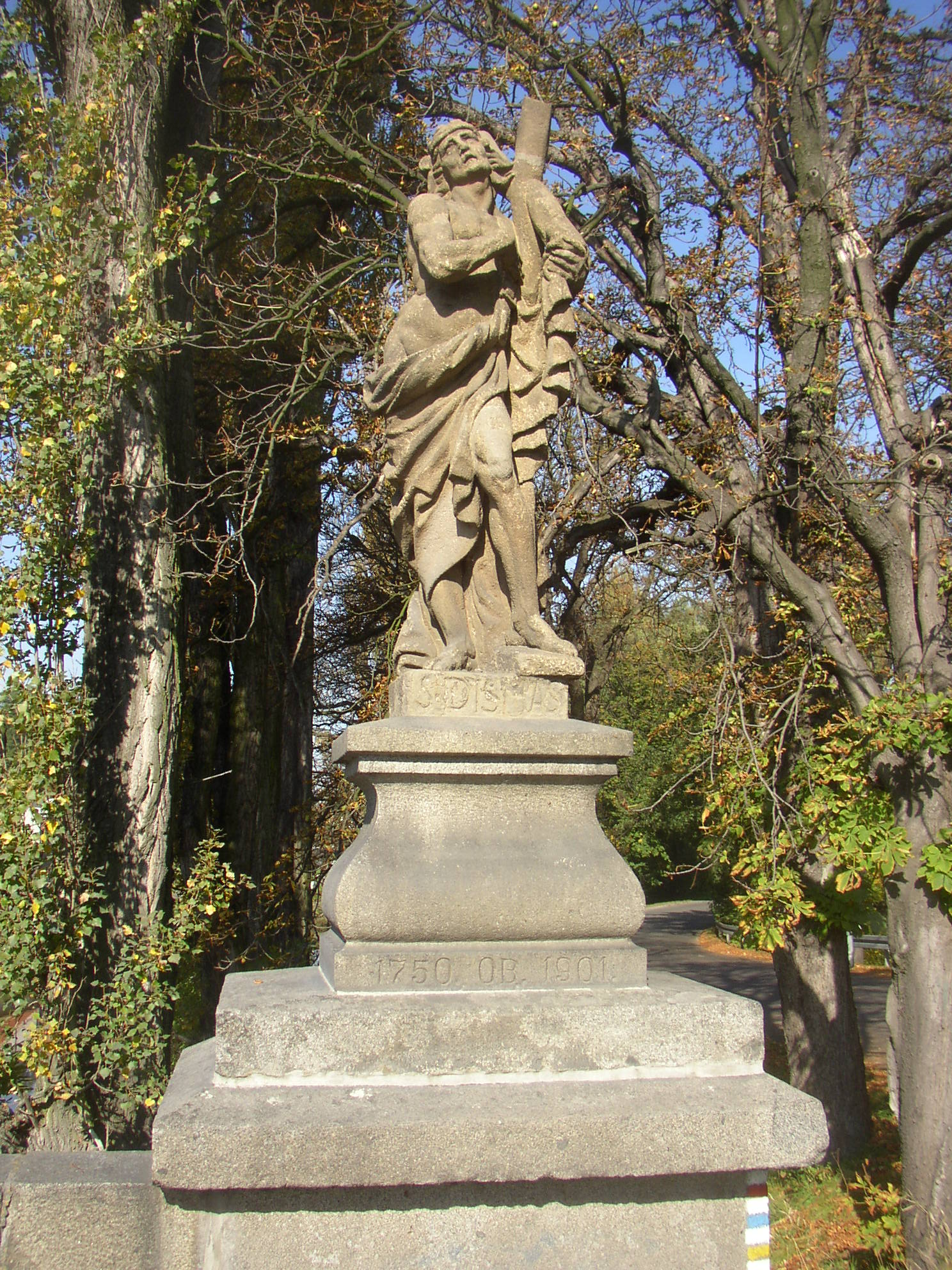
ディスマス

ディスマスは、キリスト教（正教会・カトリック教会）の聖人である。

## 概要
キリストと共に十字架に架けられた、二人の犯罪者のうちの一人。キリストを神の子と認め、罪を告白し悔い改め、キリストの口から直接天国行きを約束された。
名称のディスマスは、聖人名簿に載せるために付けられた仮の名であり、本名は不詳である。正教会では特に名前では記憶されず、「右盗」（うとう）とのみ呼ばれる。
キリストが両親と共にヘロデの手を逃れてエジプトに向かう途中、一夜の宿を貸した家の息子だったという伝承がある。